# Fièvre de cheval
Pour plus de détails, voir Fiche technique et Distribution.
Fièvre de cheval (Febbre da cavallo) est un film italien réalisé par Steno, sorti en 1976.

## Fiche technique
- Titre français : Fièvre de cheval, Les Lascars en vadrouille, La Fièvre du cheval ou Les Arnaqueurs[1]
- Titre original : Febbre da cavallo
- Réalisation : Steno
- Scénario : Massimo Patrizi, Alfredo Giannetti, Steno et Enrico Vanzina
- Photographie : Emilio Loffredo
- Montage : Raimondo Crociani
- Musique : Franco Bixio, Fabio Frizzi, Vince Tempera
- Décors : Franco Bottari
- Costumes : Bruna Parmesan
- Producteur : Roberto Infascelli
- Pays d'origine : Italie
- Format : Couleur — 35 mm — 1,85:1 — Son : Mono
- Genre : Comédie
- Durée : 94 minutes
- Dates de sortie : 
  -  Italie : 29 octobre 1976

## Distribution
- Gigi Proietti : Bruno Fioretti
- Enrico Montesano : Armando Pellicci
- Catherine Spaak : Gabriella
- Mario Carotenuto : l'avocat De Marchis
- Francesco De Rosa : Felice Roversi
- Maria Teresa Albani : la diseuse de bonne aventure
- Gigi Ballista : comte Dallara
- Nikki Gentile : Mafalda
- Adolfo Celi : le juge
- Ennio Antonelli : Otello Rinaldi le boucher « Manzotin »
- Giuseppe Castellano : Stelvio Mazza
- Marina Confalone : Giuliana
- Nerina Montagnani : La grand-mère d'Armando
- Renzo Ozzano : Jean Louis Rossini
- Alberto Giubilo : lui-même